# جابجایی شخصی
در مخابرات شخصی جهانی، جابجایی شخصی، توانایی کاربر، برای دسترسی به خدمات مخابرات در هر ترمینال مخابرات شخصی جهانی، بر پایه شناساگر شخصی و قابلیت شبکه، در فراهم‌آوری این خدمات بر پایه ویژگی‌های شبکه مخابراتی کاربر است.
جابجایی شخصی، شامل توانایی شبکه در جانمایی ترمینال متناظر با کاربر با هدف نشانی‌یابی، مسیریابی، و محاسبه هزینه تماس‌های کاربر می‌شود. از گزاره "دسترسی"، برای بیان هر دو مفهوم خدمات آغازین و پایانی استفاده می‌شود. مدیریت ویژگی‌های شبکه مخابراتی از سوی کاربر، بخشی از جابجایی شخصی نیست. بحث‌های جابجایی شخصی در ارتباطات شخصی، بر پایه شمار مخابرات شخصی جهانی هستند.